# 彼得·柯比
彼得·柯比（英語：Peter Kirby，1931年12月17日—），加拿大男子雪车运动员。他曾代表加拿大参加1964年冬季奥林匹克运动会雪车比赛，联同维克·埃默里、道格·阿纳金和约翰·埃默里获得四人金牌。